# Valldarques
Valldarques és un nucli de població del municipi de Coll de Nargó, a l'Alt Urgell, que actualment té 17 habitants. Es troba a la vall de Valldarques, una clotada al vessant nord de la Serra d'Aubenç, d'una fesomia molt característica a causa de la doble cinglera que forma a banda i banda de riu. El poble es troba damunt un penya-segat a 931 metres d'altitud, força disseminat. S'hi pot trobar l'església de Sant Romà, l'antic castell de Valldarques o torre de la Vila.